# Mimi Peetermans
Mimi Peetermans (30 april 1929 – Antwerpen, 21 januari 2014) was een Vlaams presentatrice.

## Biografie
Peetermans werd in 1955 bekend bij het grote publiek als presentatrice Tante Ria in de kinderprogramma's Klein, klein kleutertje en Kom toch eens kijken naast Bob Davidse. Later gaf ze les aan de Studio Herman Teirlinck. Hier leerde Peetermans haar toekomstige man kennen: huidig acteur Herbert Flack, die dan ook een leerling van haar was. Begin 2014 overleed ze op 84-jarige leeftijd. Haar urne werd begraven in het urnenbos op het Antwerpse Schoonselhof.
- Virtual International Authority File: 121960345